# Élections législatives de 2014 à Montserrat
Les élections législatives de 2014 à Montserrat ont lieu le 11 septembre 2014 afin d'élire 9 des 11 députés de l'assemblée de Montserrat, un Territoire britannique d'outre-mer.
Le scrutin donne lieu à une alternance avec la victoire du Mouvement démocratique populaire sur le Mouvement pour le changement et la prospérité, au pouvoir, ce qui permet à Donaldson Romeo de remplacer Reuben Meade au poste de Premier ministre.

## Mode de scrutin
L'assemblée législative est composée d'un total de onze membres, dont neuf élus au scrutin direct pour cinq ans et deux membres dits ex officio. Les membres élus le sont au scrutin majoritaire plurinominal dans une unique circonscription électorale, les électeurs disposant d'autant de voix que de sièges à pourvoir. Le procureur général ainsi que le secrétaire des finances, sont quant à eux membres de droit.

## Résultats
Chaque électeur étant doté d'autant de voix que de sièges à pourvoir, le total des voix est largement supérieur au nombre de votants.
|                          |                                                      |                    |                    |                    |        |               |  |  |  |
| Parti                    | Parti                                                | Voix               | %                  | +/-                | Sièges | +/-           |  |  |  |
|                          | Mouvement démocratique populaire (PDM)               | 11 591             | 50,02              | Nv                 | 7      | 7             |  |  |  |
|                          | Mouvement pour le changement et la prospérité (MCAP) | 8 193              | 35,36              | 17,31              | 2      | 4             |  |  |  |
|                          | Alliance des candidats indépendants (AIC)            | 965                | 4,16               | Nv                 | 0      | en stagnation |  |  |  |
|                          | Indépendants                                         | 2 422              | 10,45              | 20,79              | 0      | 3             |  |  |  |
|                          | Membres ex officio                                   | Membres ex officio | Membres ex officio | Membres ex officio | 2      | en stagnation |  |  |  |
| Total des voix           | Total des voix                                       | 23 171             | 100                |                    |        |               |  |  |  |
|                          |                                                      |                    |                    |                    |        |               |  |  |  |
| Total des votants        | Total des votants                                    | 2 747              | 100                | -                  | 11     | en stagnation |  |  |  |
| Abstentions              | Abstentions                                          | 1 119              | 28,94              |                    |        |               |  |  |  |
| Inscrits / participation | Inscrits / participation                             | 3 866              | 71,06              |                    |        |               |  |  |  |